# Lista do patrimônio histórico no Ceará
Essa é uma sublista da lista do patrimônio histórico no Brasil para o estado brasileiro do Ceará.
| Município               | Monumento ou obra                                                        | Esfera do tombamento | Uso atual                                                                              | Ano do tombamento |
| ----------------------- | ------------------------------------------------------------------------ | -------------------- | -------------------------------------------------------------------------------------- | ----------------- |
| Aquiraz                 | Mercado de Carne e Lojas Adjacentes                                      | Federal              | Espaço cultural municipal                                                              | 1984              |
| Aquiraz                 | Casa de Câmara e Cadeia de Aquiraz                                       | Estadual             | Museu de Arte Sacra São José do Ribamar                                                | 1983              |
| Aquiraz                 | Igreja Matriz São José de Ribamar                                        | Estadual             | Igreja Matriz da Paróquia São José de Ribamar                                          | 1983              |
| Aquiraz                 | Casa do Capitão-mor de Aquiraz                                           | Estadual             | Espaço cultural municipal                                                              | 2006              |
| Aracati                 | Casa de Câmara e Cadeia de Aracati                                       | Federal              | Câmara Municipal de Aracati                                                            | 1980              |
| Aracati                 | Igreja Matriz de Nossa Senhora do Rosário                                | Federal              | Igreja Matriz da Paróquia N. Sra. do Rosário                                           | 1957              |
| Aracati                 | Conjunto arquitetônico e paisagístico de Aracati                         | Federal              | Conjunto urbano - Usos diversos                                                        | 2001              |
| Aracati                 | Sobrado do Barão de Aracati                                              | Estadual             | Instituto Museu Jaguaribano                                                            | 1983              |
| Barbalha                | Casarão Hotel                                                            | Estadual             | Escola de Saberes de Barbalha                                                          | 1983              |
| Barbalha                | Casa de Câmara e Cadeia de Barbalha                                      | Estadual             | Biblioteca pública municipal                                                           | 1985              |
| Caucaia                 | Casa de Câmara e Cadeia de Caucaia                                       | Federal              | Biblioteca pública municipal                                                           | 1973              |
| Camocim                 | Estação Ferroviária de Camocim                                           | Estadual             | Imóvel utilizado pela prefeitura municipal                                             | 2005              |
| Canindé                 | Basílica de São Francisco de Canindé                                     | Estadual             | Sede da Paróquia Santuário São Francisco das Chagas                                    | 2010              |
| Crato                   | Estação Ferroviária do Crato                                             | Estadual             | Imóvel utilizado pela prefeitura municipal                                             | 2004              |
| Crato                   | Sítio Caldeirão                                                          | Estadual             | Unidade de Conservação Estadual                                                        | 2005              |
| Crato                   | Sítio Fundão                                                             | Estadual             | Unidade de Conservação Estadual                                                        | 2013              |
| Crato                   | Sítio Bebida Nova                                                        | Estadual             | Propriedade particular                                                                 | 2021              |
| Crato                   | Casa de Câmara e Cadeia do Crato                                         | Estadual             | Museu Histórico do Crato                                                               | 2004              |
| Fortaleza               | Antiga Escola Normal                                                     | Estadual             | Superintendência do IPHAN no Ceará                                                     | 1995              |
| Fortaleza               | Antiga Cadeia Pública                                                    | Estadual             | Centro de Turismo do Ceará                                                             | 1982              |
| Fortaleza               | Assembleia Provincial do Ceará - Palácio Senador Alencar                 | Federal              | Museu do Ceará – Sec. de Cultura do Ceará                                              | 1973              |
| Fortaleza               | Banco Frota e Gentil                                                     | Estadual             | Agência bancária                                                                       | 1985              |
| Fortaleza               | Bar do Avião                                                             | Municipal            | Estabelecimento comercial - Borracharia                                                | 2006              |
| Fortaleza               | Capela Patrimonial Santa Terezinha                                       | Municipal            | Capela da Paróquia São Francisco de Assis                                              | 1986              |
| Fortaleza               | Casa de Câmara da Villa de Arronches                                     | Municipal            | Imóvel abandonado (2024)                                                               | 2006              |
| Fortaleza               | Casa natal de José de Alencar                                            | Federal              | Centro cultural da Universidade Federal do Ceará                                       | 1984              |
| Fortaleza               | Casa de Rachel de Queiroz                                                | Municipal            | Sem uso definido; imóvel fechado                                                       | 2009              |
| Fortaleza               | Cine Messejana                                                           | Municipal            | Imóvel demolido                                                                        | 2006              |
| Fortaleza               | Cine São Luiz                                                            | Estadual             | Cineteatro São Luiz – Sec. de Cultura do Ceará                                         | 1991              |
| Fortaleza               | Coleção arqueológica do Museu da Escola Normal Justiniano de Serpa       | Federal              | Coleção desmembrada e exposta em seções do Museu do Ceará                              | 1941              |
| Fortaleza               | Colégio Dorotéias                                                        | Municipal            | Faculdade particular                                                                   | 2012              |
| Fortaleza               | Palacete Carvalho Mota – Antiga sede do DNOCS                            | Federal              | Museu de Tecnologia de Combate à Seca; fechado (2024)                                  | 1983              |
| Fortaleza               | Edifício São Pedro                                                       | Municipal            | Tombamento cancelado em 2021. Imóvel demolido em 2024                                  | 2015              |
| Fortaleza               | Escola de Música Luís Assunção                                           | Municipal            | Sem uso definido; imóvel fechado (2024)                                                | 2016              |
| Fortaleza               | Escola Jesus Maria José                                                  | Municipal            | Imóvel abandonado (2024)                                                               | 2007              |
| Fortaleza               | Estação Ferroviária Dr. João Felipe                                      | Estadual             | Estação das Artes – Sec. de Cultura do Ceará                                           | 1983              |
| Fortaleza               | Estação Ferroviária da Parangaba                                         | Municipal            | Sem uso definido; imóvel fechado (2024)                                                | 2007              |
| Fortaleza               | Estoril                                                                  | Municipal            | Sede da Sec. Mun. de Turismo                                                           | 1986              |
| Fortaleza               | Farol do Mucuripe                                                        | Estadual             | Imóvel abandonado (2024)                                                               | 1983              |
| Fortaleza               | Fortaleza de Nossa Senhora da Assunção                                   | Federal              | Sede da 10ª Região Militar do Exército Brasileiro                                      | 2008              |
| Fortaleza               | Galpões da RFFSA                                                         | Estadual             | Pinacoteca do Ceará – Sec. de Cultura do Ceará                                         | 2004              |
| Fortaleza               | Ideal Clube                                                              | Municipal            | Clube privado                                                                          | 2012              |
| Fortaleza               | Igreja Nossa Senhora do Rosário                                          | Estadual             | Igreja do Rosário, Capela da Paróquia São José                                         | 1983              |
| Fortaleza               | Igreja do Senhor do Bom Jesus dos Aflitos                                | Municipal            | Igreja Matriz da Paróquia Bom Jesus dos Aflitos                                        | 2008              |
| Fortaleza               | Lord Hotel                                                               | Municipal            | Imóvel abandonado (2024)                                                               | 2006              |
| Fortaleza               | Mercado da Aerolândia                                                    | Municipal            | Sem uso definido; imóvel fechado (2024)                                                | 2008              |
| Fortaleza               | Mercado dos Pinhões                                                      | Municipal            | Espaço cultural municipal                                                              | 2008              |
| Fortaleza               | Náutico Atlético Cearense                                                | Municipal            | Clube privado                                                                          | 2012              |
| Fortaleza               | Palacete Ceará                                                           | Estadual             | Agência bancária                                                                       | 1983              |
| Fortaleza               | Palácio da Luz                                                           | Estadual             | Sede da Academia Cearense de Letras                                                    | 1983              |
| Fortaleza               | Palácio João Brígido - Palácio do Bispo - e Bosque do Pajeú              | Municipal            | Sede da Prefeitura de Fortaleza                                                        | 2005              |
| Fortaleza               | Parque da Liberdade - Cidade da Criança                                  | Municipal            | Parque urbano municipal                                                                | 1991              |
| Fortaleza               | Passeio Público - Praça dos Mártires                                     | Federal              | Praça pública                                                                          | 1965              |
| Fortaleza               | Ponte dos Ingleses                                                       | Municipal            | Fechado (em reforma - 2024)                                                            | 1989              |
| Fortaleza               | Praça General Tibúrcio – Praça dos Leões                                 | Estadual             | Praça pública                                                                          | 1991              |
| Fortaleza               | Sede do IMPARH                                                           | Municipal            | Sede do Instituto Municipal de Pesquisa, Administração e Recursos Humanos de Fortaleza | 2012              |
| Fortaleza               | Casa do Português – Vila Santo Antônio                                   | Municipal            | Sem uso definido; imóvel fechado (2024)                                                | 2012              |
| Fortaleza               | Santa Casa de Misericórdia                                               | Municipal            | Hospital público                                                                       | 2012              |
| Fortaleza               | Secretaria Estadual da Fazenda - Palácio da Fazenda                      | Estadual             | Centro de Memória da Fazenda – Sec. da Fazenda do Ceará                                | 1982              |
| Fortaleza               | Sobrado Doutor José Lourenço                                             | Estadual             | Espaço cultural – Sec. de Cultura do Ceará                                             | 2004              |
| Fortaleza               | Hotel do Norte – Sociedade União Cearense                                | Estadual             | Museu da Indústria                                                                     | 1995              |
| Fortaleza               | Solar Fernandes Vieira                                                   | Estadual             | Arquivo Público do Ceará                                                               | 1995              |
| Fortaleza               | Theatro José de Alencar                                                  | Federal              | Teatro José de Alencar – Sec. de Cultura do Ceará                                      | 1964              |
| Fortaleza               | Teatro São José                                                          | Municipal            | Teatro São José – Sec. Mun. de Cultura                                                 | 1988              |
| Fortaleza               | Casa do Barão de Camocim                                                 | Municipal            | Espaço cultural - Sec. Mun. de Cultura                                                 | 2007              |
| Fortaleza               | Pavimentação da Rua José Avelino                                         | Municipal            | Rua pública                                                                            | 2012              |
| Fortaleza               | Igreja de São Pedro dos Pescadores                                       | Municipal            | Capela da Paróquia Nossa Senhora da Saúde                                              | 2012              |
| Fortaleza               | Espelho d’água da Lagoa de Messejana                                     | Municipal            | Lagoa urbana                                                                           | 1987              |
| Fortaleza               | Espelho d’água da Lagoa da Parangaba                                     | Municipal            | Lagoa urbana                                                                           | 1987              |
| Fortaleza               | Riacho Papicu e suas margens                                             | Municipal            | Curso d’água urbano                                                                    | 1988              |
| Fortaleza               | Feira de artesanatos da Beira Mar                                        | Municipal            | Feira de artesanato e comércio popular                                                 | 1995              |
| Fortaleza               | Antiga sede do Sport Club Maguary                                        | Municipal            | Sem uso definido; imóvel fechado (2024)                                                | 2009              |
| Fortaleza               | Farmácia Oswaldo Cruz                                                    | Municipal            | Estabelecimento comercial - farmácia                                                   | 2011              |
| Fortaleza               | Comando Geral do Corpo de Bombeiros                                      | Municipal            | Quartel Central do 1° Batalhão de Bombeiro Militar do Ceará                            | 2006              |
| Fortaleza               | Seminário Salvatoriano                                                   | Municipal            | Faculdade particular                                                                   | 2014              |
| Fortaleza               | Casa Frei Tito                                                           | Municipal            | Sem uso definido; imóvel fechado (2024)                                                | 2011              |
| Fortaleza               | Casa Thomaz Pompeu                                                       | Estadual             | Escola de Artes e Ofícios Thomaz Pompeu Sobrinho                                       | 2004              |
| Fortaleza               | Antiga Alfândega                                                         | Estadual             | Caixa Cultural Fortaleza                                                               | 2005              |
| Fortaleza               | Palacete Jeremias Arruda                                                 | Estadual             | Sede do Instituto do Ceará                                                             | 2019              |
| Fortaleza               | Seminário da Prainha                                                     | Estadual             | Faculdade particular                                                                   | 2008              |
| Fortaleza               | Conjunto Palácio Abolição e Mausoléu Castelo Branco                      | Estadual             | Sede do Governo do Ceará                                                               | 2011              |
| Fortaleza               | Museu da Imagem e do Som                                                 | Estadual             | Museu da Imagem e do Som do Ceará                                                      | 2016              |
| Fortaleza               | Casa Juvenal Galeno                                                      | Estadual             | Espaço cultural – Sec. de Cultura do Ceará                                             | 2016              |
| Fortaleza               | Colégio Marista de Fortaleza                                             | Estadual             | Faculdade particular                                                                   | 2017              |
| Icó                     | Antiga Casa de Câmara e Cadeia de Icó                                    | Federal              | Espaço cultural municipal                                                              | 1975              |
| Icó                     | Teatro da Ribeira dos Icós                                               | Estadual             | Teatro da Ribeira dos Icós – Sec. Municipal de Cultura                                 | 1983              |
| Icó                     | Conjunto arquitetônico e urbanístico de Icó                              | Federal              | Conjunto urbano - Usos diversos                                                        | 1998              |
| Iguatu                  | Igreja Matriz de Santana                                                 | Federal              | Igreja Matriz da Paróquia Senhora Sant’Ana                                             | 1974              |
| Ipu                     | Igreja de Nossa Senhora do Desterro - Igrejinha do Quadro                | Estadual             | Igreja de N. Sra. do Desterro, Capela da Paróquia São Sebastião                        | 2015              |
| Itarema                 | Igreja de Nossa Senhora da Conceição de Almofala                         | Federal              | Igreja Matriz da Paróquia Nossa Senhora da Conceição de Almofala                       | 1980              |
| Maranguape              | Solar Bonifácio Câmara                                                   | Municipal            | Espaço cultural municipal                                                              | 2003              |
| Maranguape              | Solar dos Sombra                                                         | Municipal            | Uso desconhecido (2024)                                                                | 2003              |
| Maranguape              | Sociedade Artística Maranguapense                                        | Municipal            | Espaço cultural municipal                                                              | 2003              |
| Maranguape              | Solar dos Motta                                                          | Municipal            | Uso desconhecido (2024)                                                                | 2003              |
| Maranguape              | Prédio da Padaria Luzitana                                               | Municipal            | Estabelecimento comercial                                                              | 2003              |
| Maranguape              | Grupo Escolar Capistrano de Abreu                                        | Municipal            | Faculdade particular                                                                   | 2003              |
| Maranguape              | Casa de Chico Anysio                                                     | Municipal            | Espaço cultural municipal                                                              | 2003              |
| Maranguape              | Igreja Matriz Nossa Senhora da Penha                                     | Municipal            | Igreja Matriz da Paróquia Nossa Senhora da Penha                                       | 1996              |
| Maranguape              | Praça Francisco Colares                                                  | Municipal            | Praça pública                                                                          | 1996              |
| Maranguape              | Solar dos Correia                                                        | Municipal            | Estabelecimentos comerciais                                                            | 1996              |
| Maranguape              | Escola Vicentina                                                         | Municipal            | Uso desconhecido (2024)                                                                | 1996              |
| Maranguape              | Casarão de Cachoeira                                                     | Municipal            | Ecomuseu de Maranguape                                                                 | 2003              |
| Quixadá                 | Açude Cedro                                                              | Federal              | Açude público                                                                          | 1984              |
| Quixeramobim            | Casa de Câmara e Cadeia de Quixeramobim                                  | Federal              | Câmara Municipal de Quixeramobim                                                       | 1972              |
| Quixeramobim            | Casa de Antônio Conselheiro                                              | Estadual             | Espaço cultural – Sec. de Cultura do Ceará                                             | 2006              |
| São Gonçalo do Amarante | Igreja de Nossa Senhora da Soledade                                      | Estadual             | Igreja de N. Sra. da Soledade, Capela da Paróquia São Luís Gonzaga                     | 1991              |
| Senador Pompeu          | Sítio Histórico do Patu                                                  | Estadual             | Sem uso definido (2024)                                                                | 2023              |
| Sobral                  | Teatro São João                                                          | Estadual             | Teatro São João – Sec. Municipal de Cultura                                            | 1983              |
| Sobral                  | Arco de Nossa Senhora de Fátima                                          | Municipal            | Monumento público                                                                      | 1995              |
| Sobral                  | Museu Dom José                                                           | Municipal            | Museu Diocesano Dom José                                                               | 1995              |
| Sobral                  | Catedral - Igreja de Nossa Senhora da Conceição                          | Municipal            | Sede da Diocese de Sobral e Igreja Matriz da Paróquia Nossa Senhora da Conceição       | 1995              |
| Sobral                  | Igreja do Rosário - Igreja de Nossa Senhora do Rosário dos Homens Pretos | Municipal            | Igreja do Rosário, Capela da Paróquia Nossa Senhora da Conceição                       | 1995              |
| Sobral                  | Igreja do Menino Deus                                                    | Municipal            | Igreja do Menino Deus, Capela da Paróquia Nossa Senhora da Conceição                   | 1995              |
| Sobral                  | Igreja de São Francisco                                                  | Municipal            | Santuário São Francisco e Capela da Paróquia Nossa Senhora da Conceição                | 1995              |
| Sobral                  | Igreja do Patrocínio - Igreja de Nossa Senhora do Patrocínio             | Municipal            | Igreja Matriz da Paróquia Nossa Senhora do Patrocínio                                  | 1995              |
| Sobral                  | Abrigo Coração de Jesus                                                  | Municipal            | Instituição beneficente da Diocese de Sobral                                           | 1995              |
| Sobral                  | Conjunto arquitetônico da UVA – Campus Betânia                           | Municipal            | Campus da Universidade Estadual Vale do Acaraú                                         | 1995              |
| Sobral                  | Seminário São José                                                       | Municipal            | Campus da Universidade Estadual Vale do Acaraú                                         | 1995              |
| Sobral                  | Colégio Sant’Ana                                                         | Municipal            | Colégio particular                                                                     | 1995              |
| Sobral                  | Conjunto arquitetônico e urbanístico de Sobral                           | Federal              | Conjunto urbano - Usos diversos                                                        | 2000              |
| Tauá                    | Igreja Matriz Nossa Senhora do Rosário                                   | Estadual             | Igreja Matriz da Paróquia Nossa Senhora do Rosário                                     | 2005              |
| Tauá                    | Igreja de Jesus, Maria e José – Igreja de Marrecas                       | Estadual             | Igreja de Jesus, Maria e José, Capela da Paróquia Nossa Senhora do Rosário             | 2005              |
| Várzea Alegre           | Igreja de São Caetano – Igreja de Naraniú                                | Estadual             | Igreja de São Caetano, Capela da Paróquia São Raimundo Nonato                          | 2006              |
| Viçosa do Ceará         | Conjunto arquitetônico e urbanístico de Viçosa do Ceará                  | Federal              | Conjunto urbano - Usos diversos                                                        | 2003              |